# سیف داود
سیف داود (عربی: سيف داود؛ زادهٔ ۲۸ اوت ۱۹۷۷) بازیکن فوتبال اهل مصر است.
از باشگاه‌هایی که در آن بازی کرده‌است می‌توان به باشگاه فوتبال المصری، باشگاه فوتبال آنکاراگوچو، و تیم ملی فوتبال مصر اشاره کرد.
وی همچنین در تیم ملی فوتبال مصر بازی کرده‌است.